# Élisabeth Lenchener
Elisabeth Lenchener, née le 19 novembre 1952 à Boulogne-Billancourt, est une réalisatrice et productrice de films documentaires française.

## Carrière
Elisabeth Lenchener a écrit et réalisé une douzaine de films documentaires pour la télévision.
En 1980, elle fonde le premier festival de cinéma juif en France avec Frédéric Mitterrand et contribue à populariser un chef-d'œuvre du cinéma yiddish, Le Dibbouk, film de 1937 dont elle rachète les droits, parvenant à le faire diffuser en salles puis à la télévision.[réf. nécessaire]
En 1983, elle se rend en Éthiopie pour produire un documentaire clandestin, réalisé par François Margolin, sur les Falachas, contribuant à attirer l’attention internationale sur leur situation, qui mènera à l'opération Moïse en 1985.
C’est en 1998 qu’elle co-réalise son premier documentaire avec Éric Darmon, consacré au parcours du jeune Arno Klarsfeld lors du procès de Maurice Papon à Bordeaux. Suivront notamment plusieurs films sur Beate et Serge Klarsfeld,, ainsi que des portraits du professeur Claude Olievenstein, du professeur René Frydman, de Bernard Kouchner ou encore de la rabbine Delphine Horvilleur.
En 2024, elle réalise La feuje joyeuse, qui s'appuie sur son histoire personnelle pour raconter la grande Histoire et les personnalités qui l'ont inspirée.

## Filmographie
- 1998 : Arno Klarsfeld, instantanés (co-réalisé avec Éric Darmon)
- 2000 : Claude Olievenstein, la drogue et la vie
- 2002 : L’histoire des Klarsfeld
- 2006 : René Frydman, l’amour de la vie
- 2008 : Bernard Kouchner, ce que je crois
- 2009 : Une difficile liberté
- 2011 : Serge et Beate Klarsfeld, guérilleros de la mémoire[8],[9]
- 2015 : Delphine Horvilleur, Madame le Rabbin
- 2019 : La richesse[10],[11],[12],[13]
- 2022 : Michaël Bar Zvi, l’ami, le mensch[14],[15]
- 2024 : La feuje joyeuse